# 刘宝贵
刘宝贵，在馬英九政府時期曾任中华民国总统府副秘書長。

## 荣誉

### 中华民国勋章奖章
- 二等景星勋章（2012年6月15日于台北总统府颁授[1]）